# Деринџе
Деринџе (тур. Derince) је град у Турској у вилајету Кочаели. Према процени из 2009. у граду је живело 122.269 становника.

## Становништво
Према процени, у граду је 2009. живело 122.269 становника.
| 1990.  | 2000.  |
| ------ | ------ |
| 66.141 | 93.997 |